# توماس لی (بازیکن فوتبال)
توماس لی (انگلیسی: Thomas Lee؛ زادهٔ ۱۸۷۶) بازیکن فوتبال است.
از باشگاه‌هایی که در آن بازی کرده‌است می‌توان به باشگاه فوتبال میلوال اشاره کرد.